# 啓定帝
啓定帝（けいていてい、カイディンてい、Khải Ðịnh ベトナム語発音: [xa᷉ːj ɗîŋ̟ˀ]、1885年10月8日 - 1925年11月6日）は、ベトナム阮朝第12代の皇帝。諱は阮福宝嶹（Nguyễn Phúc Bửu Đảo）、後に阮福晙（Nguyễn Phúc Tuấn）と改めた。

## 生涯
1885年10月8日（咸宜元年9月1日）、順化の王宮で同慶帝と仙宮皇太后楊氏熟の間に生まれた。父帝が崩御した際、まだ幼少で病弱だったこともあり即位は見送られ、皇位は成泰帝（育徳帝の子）が継いだ。
1916年（維新10年）、維新帝（成泰帝の子）が宗主国フランスを排除しようとしたために廃位され、レユニオン島へ流刑となった。これにより、フランスによって12代皇帝に擁立されることとなり、年号を「啓定」と定めた。
啓定帝は形骸化した阮朝の威信回復を目指したが、フランスによって擁立されたという経緯があり、前途は非常に厳しかった。フランスの監督下で多くの法令を制定したが、それでも状況は啓定帝にとって十分なものではなかった。また、その法令により、多くの民主人士がフランス植民地当局により逮捕・投獄される結果をもたらした。啓定帝が即位すると、フランスは科挙を廃止して反仏勢力となりやすい知識人の影響力を弱め、公文書の表記方法も漢文からクオック・グーに改められた。
啓定帝はフランスの搾取に苦しむ国民から「フランスの保護下で贅沢な暮らしをしている傀儡皇帝」と見られ、その評判は芳しいものではなく、著名な民主主義者であるファン・チュー・チン（潘周楨）からは批判され、グエン・アイ・クオック（阮愛國、後のホー・チ・ミン）は、啓定帝を風刺する戯曲「竹の龍」を著した。
1922年、啓定帝はマルセイユ殖民博覧会に出席のためフランスを訪問するが、その際に見た大型建造物に多大な影響を受け、王宮内の建中殿を増改築する際、特に命じてバロック様式にさせるなど、その姿勢は親仏的傾向が強いものであった。また、1923年には自身の陵墓建設のために増税を命じ、多くの批判を受けることとなった。
幼少時より病弱だった啓定帝は1925年11月6日（啓定10年9月20日）、結核により40歳で崩御したため、父帝のフランス訪問に同行した後、そのままフランスに留学していた長男グエン・フック・ヴィン・トゥイ（阮福永瑞）が帰国して皇帝に即位し、保大帝となった。
啓定帝は同性愛者だったようで、妃たちと同衾することは稀であり、ある衛兵をいつも寝所に呼んで共寝していた。

## 宗室
1. 阮福晪（保大帝）